# Husqvarna

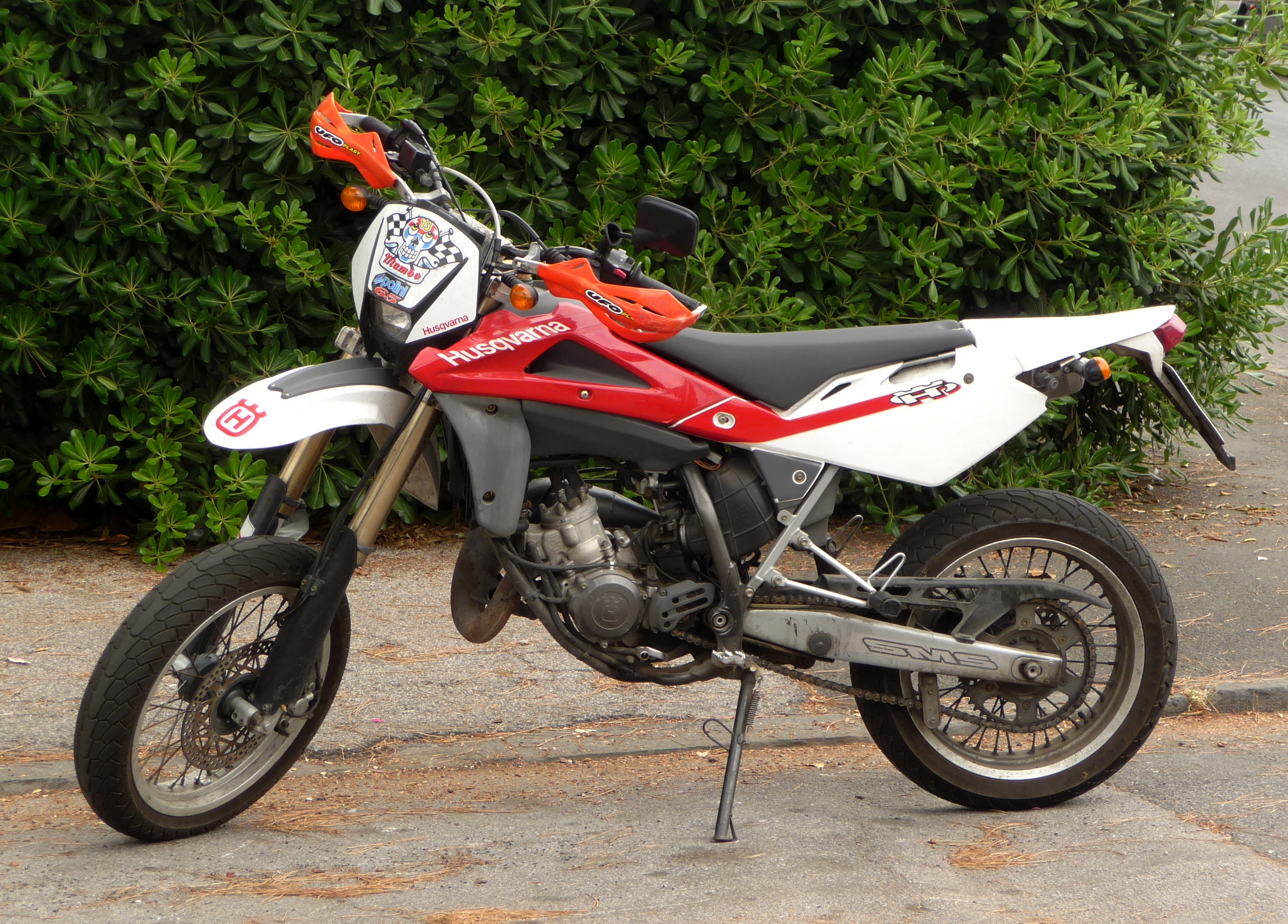
Мотоцикл Husqvarna Supermoto 2008

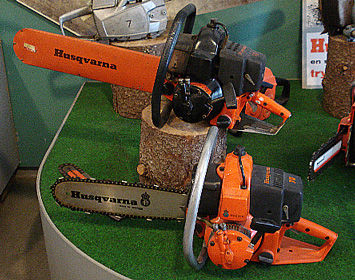
Бензопилка Husqvarna

Husqvarna — шведська компанія, одна з найдавніших промислових компаній у світі. Заснована в 1689 році, почала з виробництва зброї (мушкети). Нині це один з найбільших у світі виробників бензопилок, газонокосарок та садового обладнання, а також інструментів для різки каменю та для будівельної промисловості.
У 2007 підписала ліцензійну угоду з BMW (Німеччина) відносно використання марки Husqvarna для виробництва мотоциклів.
Група WSM, Група швейних машин Viking, продає та випускає швейні машини під брендом Husqvarna. 
Група Electrolux продає та випускає домашню побутову техніку під брендом Husqvarna.